# غيور تورنا أوزتالي
نادي غيور تورنا أوزتالي (بالفرنسية: Győri Egyetértés Torna Osztály Football Club)‏ نادي كرة قدم مجري يلعب في دوري الدرجة الممتازة . تم تأسيس النادي في سنة 1904 .